# Guidantonio Arcimboldi
Guidantonio Arcimboldi (Parma, 1428 – Milano, 18 ottobre 1497) è stato un arcivescovo cattolico italiano.

## Biografia

### I primi anni

#### Gli studi e l'amicizia con Galeazzo Maria Sforza
Guidantonio Arcimboldi nacque a Parma nel 1428, primogenito del nobile Nicolò e dalla nobildonna Orsina Canossa. Fratello minore di Giovanni, suo predecessore alla cattedra ambrosiana, Guidantonio fu inizialmente avviato all'avvocatura, dimostrando anche uno spiccato amore per le lettere e la teologia. Vero prototipo del nobile umanista di metà Quattrocento, Guidantonio trascorse la sua giovinezza coltivando una particolare amicizia col futuro duca Galeazzo Maria Sforza, da cui fu poi largamente favorito.

### Gli incarichi politici

#### Diplomatico di Galeazzo Maria. Laico e cortigiano degli Sforza
La stima che ebbe di lui Francesco Sforza prima, e l'amicizia che lo legò a Galeazzo Maria poi, infatti, permise a Guidantonio di ascendere rapidamente nella corte di Casa Sforza. Inizialmente cameriere ducale, Guidantonio fu poi investito dal nuovo duca Galeazzo Maria del feudo di Pandino d'Adda (1467), possedimento che vendette nel 1470 alla Camera Ducale per ottenere altri possedimenti tra cui, nel 1484, quello di Arcisate. Nel 1476 compì un pellegrinaggio in Terrasanta col celebre condottiero milanese Gian Giacomo Trivulzio, dal quale si separò alla fine dell'anno, facendo ritorno in Italia il 23 novembre. Nel frattempo, l'influenza di Guidantonio si fece sempre più marcata all'interno della corte sforzesca, grazie alle qualità diplomatiche dimostrate più volte negli anni passati. Come primo gesto di riconoscimento di queste qualità, Guidantonio fu nominato, il 6 gennaio 1477, membro del Consiglio Segreto.

#### Durante la reggenza di Bona di Savoia e di Ludovico il Moro
Nel 1478, per ordine della duchessa Bona di Savoia, fu inviato presso l'imperatore Federico III come messo per ottenerne l'investitura di Milano in favore di Gian Galeazzo Maria, succeduto al padre Galeazzo Maria dopo il suo assassinio (26 dicembre). Guidantonio svolse, nel corso degli anni successivi, incarichi diplomatici presso papa Innocenzo VIII, a Napoli, a Venezia e in Ungheria presso re Mattia Corvino. In ricordo di quest'ultima missione, Guidantonio fece costruire a Milano una villa detta "la Bicocca" (in onore della celebre battaglia vinta da Prospero Colonna), ove fece dipingere alcuni affreschi celebrativi delle sue imprese che ancora oggi si possono ammirare.

### Arcivescovo a Milano

#### Premesse
Guidantonio, che in passato si era sposato, rimase vedovo in un periodo non precisato della sua vita. Ciò permise all'ormai maturo nobiluomo milanese di intraprendere la carriera ecclesiastica, sicuramente qualche anno prima del 1488. Infatti, non appena il fratello e cardinale Giovanni rinunciò all'arcivescovado nell'aprile del 1488, il reggente Ludovico il Moro preferì al cardinale Ascanio Sforza (suo fratello) Guidantonio, in virtù anche delle mansioni politiche svolte a nome dello Stato. Il 23 gennaio 1489, papa Innocenzo VIII approvò la candidatura di Guidantonio, il quale però era già entrato solennemente nell'arcidiocesi già dieci giorni prima.

#### Governo dell'arcidiocesi

##### Provvedimenti disciplinari e pastorali
Guidantonio, nonostante avesse ancora incarichi politici presso Ludovico il Moro, mantenne un più stretto controllo della vita religiosa dell'arcidiocesi di quanto avesse fatto il fratello Giovanni, dimostrando una certa sensibilità e intelligenza nella sua amministrazione. Per esempio, Guidantonio emise un decreto, datato 28 marzo 1489, con cui regolò i lasciti dei legati pii. Sempre nello stesso periodo, l'arcivescovo emise severi provvedimenti per quei religiosi e religiose che non mantenevano uno stile di vita consono al loro stato. Effettuò delle visite pastorali in Duomo, nella parrocchia di Santo Stefano in Brolo, nella Pieve di Gorgonzola e nella chiesa di Sant'Andrea di Melzo. Durante il suo episcopato favorì la diffusione dei frati gerolamini, i quali entrarono in Milano l'11 febbraio 1490, prendendo possesso della chiesa dei Santi Cosma e Damiano, e i cistercensi, in quanto fautori di una ripresa della spiritualità liturgica ambrosiana, da anni in decadenza. Questi ultimi presero sede nella Basilica di Sant'Ambrogio.

##### La persecuzione di Giuliano d'Istria
Nonostante lo zelo dimostrato, Guidantonio Arcimboldi perseguitò il predicatore dei minori osservanti Giuliano d'Istria, che dal 1492 ispirò le sue prediche a quelle del Savonarola di Firenze, sottoponendolo a processo come voluto dal generale del suo ordine monastico. Trovandolo infine innocente delle accuse che gli venivano accreditate, l'arcivescovo smise la persecuzione nei suoi confronti.

##### Il patrocinio alla Fabbrica del Duomo
Guidantonio si dimostrò particolarmente interessato ai lavori di costruzione del Duomo, la cui costruzione era già iniziata un secolo prima per iniziativa del duca Gian Galeazzo Visconti. Durante il suo arcivescovado, infatti, furono chiamati numerosi artisti (Francesco di Giorgio Martini, Gian Giacomo Dolcebuono, Simone da Sirtori, Giovanni Battagio e Giovanni Antonio Amadeo) per la costruzione del tiburio, scegliendolo poi attraverso il confronto dei vari modelli proposti (27 giugno 1490). Dal punto di vista più strettamente religioso, Guidantonio si prodigò nell'aggiungere tredici canonici metropolitani a quelli già esistenti, imponendo poi la celebrazione di due messe quotidiane. Sotto il suo arcivescovado (per l'esattezza, tra il 1493 e il 1497), furono iniziati i lavori per l'ampliamento del palazzo arcivescovile grazie ad una donazione di terreno ricevuta direttamente dal Moro, lasciando però i lavori incompleti (saranno terminati solo da san Carlo Borromeo).

#### Ultimi anni e la morte
Piena di elogi fu la condotta che l'arcivescovo tenne durante la discesa di Carlo VIII di Francia, rimanendo in città e invitando i fedeli alla calma. Guidantonio rimase alla cattedra episcopale sino al 18 ottobre 1497, quando morì quasi improvvisamente. Le sue spoglie riposano nel Duomo.

## Il ritratto umano

### Un uomo mondano
Nonostante Guidantonio si fosse prodigato per mantenere l'osservanza religiosa e per favorire il culto divino, tuttavia non si slegò ancora totalmente dai passatempi cui si era dedicato quando era ancora un laico. Ne è prova la corrispondenza epistolare che Guidantonio ebbe con Ludovico Sforza, da cui traspare l'immagine stereotipata del prelato rinascimentale: amante della caccia, della villeggiatura e della buona mensa. In una lettera autografa datata all'8 settembre 1493 e indirizzata a Ludovico il Moro, l'Arcimboldi scriveva che al posto che recarsi a Milano per celebrare la messa, molto più gli sarebbe piaciuto che "questa solenne festa... fosse stata questo mese de agosto passato perché questi me pareno dì da essere golduti fora al piacere".

### La discendenza
Nel 1468 contrasse un matrimonio con una nobildonna milanese (tale Margherita) di cui non ci è dato sapere il casato. Da questa unione nacque un figlio, Nicola, che ottenne numerose prebende ecclesiastiche prima che, nel 1485, decidesse di sposarsi con Chiara Lampugnani. Dell'Arcimboldi si sa che ebbe un figlio maschi, Filippo, che venne accudito in gioventù da un certo Rampine "de Putheo", oltre ad una figlia, Caterina, tutti avuti prima dell'inizio della carriera ecclesiastica.

## Stemma
| Immagine | Blasonatura |
| -------- | --- |
| \| \|    | Guidantonio Arcimboldi Arcivescovo di Milano D'oro alla banda di rosso, carica di tre stelle a sei punte, del campo (Arcimboldi). Lo scudo, accollato a una croce astile patriarcale d'oro, posta in palo, è timbrato da un cappello con cordoni e nappe di verde. Le nappe, in numero di venti, sono disposte quindici per parte, in cinque ordini di 1, 2, 3, 4. |
|          | |

## Genealogia episcopale
La genealogia episcopale è:
- Vescovo Gabriele Abbiati, O.Cist.
- Arcivescovo Guidantonio Arcimboldi